# 하노이 국가대학역
하노이 국가대학역 (베트남어: Ga Đại học Quốc gia Hà Nội / Ga 大學國家河內)은 베트남 하노이 꺼우저이군에 위치한 하노이 지하철 3호선의 철도역이다.

## 노선
- 하노이 지하철
  - 3호선